# Колки (Орловская область)
Колки — деревня в Кромском районе Орловской области России. 
Входит в Кутафинское сельское поселение в рамках организации местного самоуправления и в Кутафинский сельсовет в рамках административно-территориального устройства.

## География
Расположена вблизи реки Крома, в 10 км к юго-западу от райцентра, посёлка городского типа Кромы, в 50 км к юго-западу от центра города Орёл.

## Население
| 2002 | 2010 |
| ---- | ---- |
| 285  | ↘265 |

Согласно результатам переписи 2002 года, в национальной структуре населения русские составляли 97 % от жителей.